# Puente Bailey

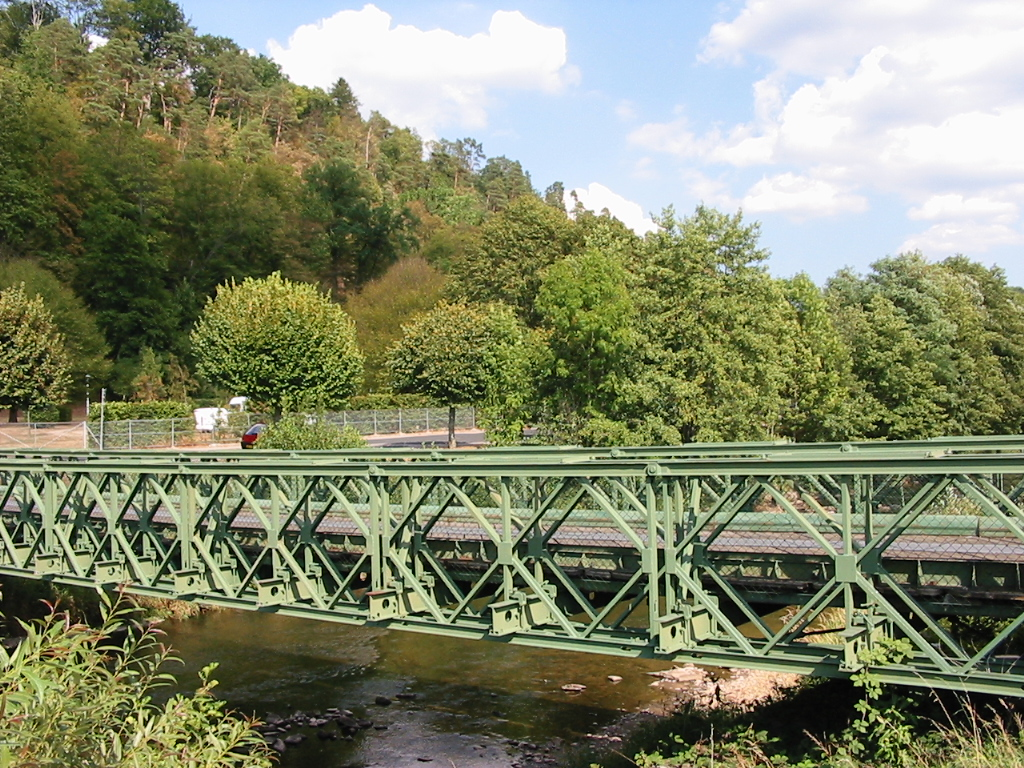
Puente Bailey en Saint-Dié-des-Vosges, Francia.

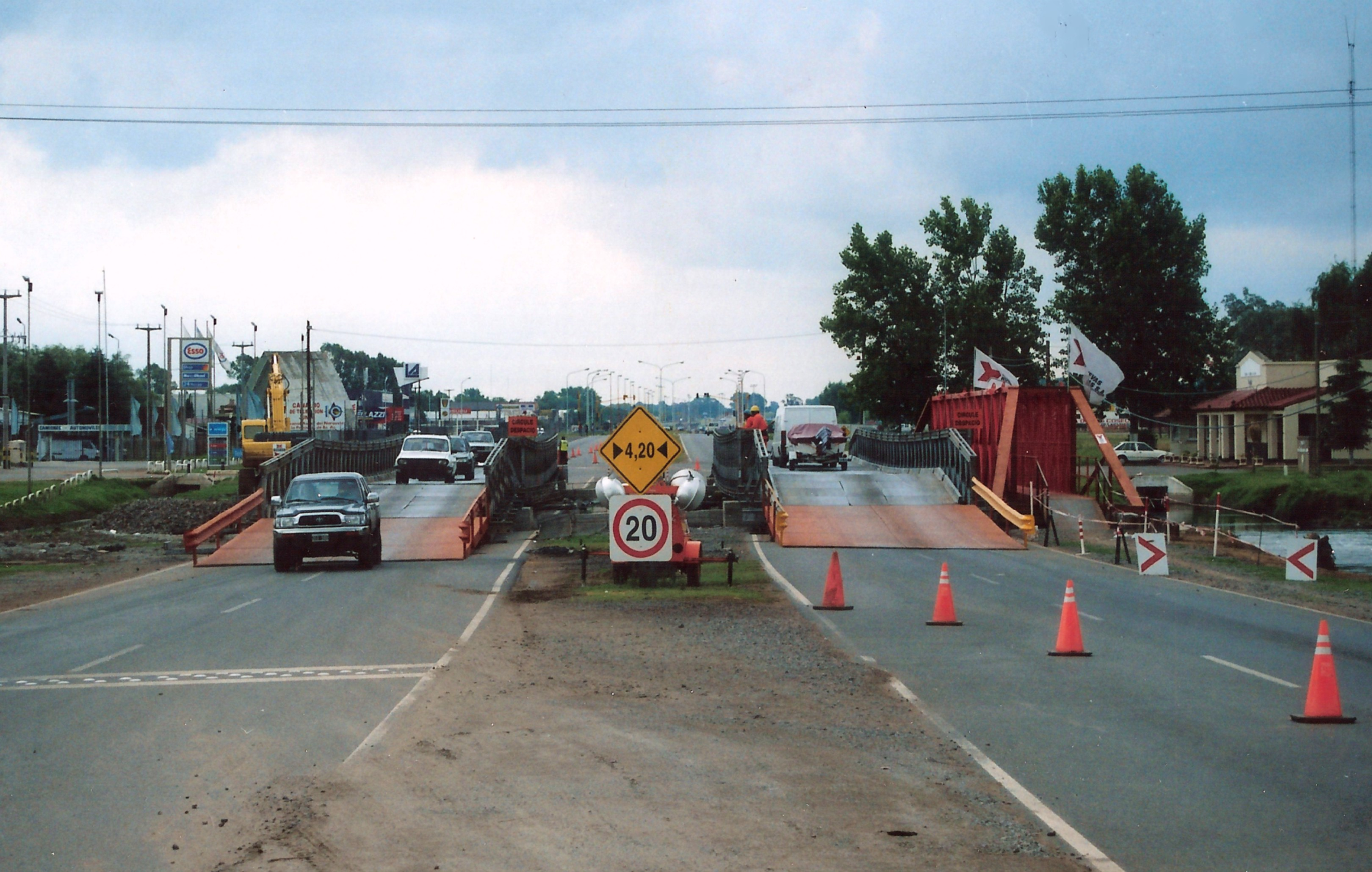
Dos puentes Bailey en Junín, Argentina, colocados para permitir provisoriamente el tránsito de la ruta 7 sobre el río Salado, luego del colapso de los puentes durante una inundación en 2001.

Un puente Bailey o puente mecano es un puente portátil prefabricado diseñado para uso militar. Se utiliza para salvar luces de hasta 60 metros mediante el ensamblado de elementos de unos 3 metros de longitud, fácilmente transportables en camión. Su ensamblado no requiere de herramientas especiales o de equipo pesado, dura apenas unas horas y puede realizarse incluso bajo fuego enemigo. Este puente fue diseñado como una solución al mayor peso de los nuevos Carro de combate que se estaban desarrollando en las primeras fases de la guerra. Esta invención es considerada uno de los mejores ejemplos de ingeniería militar durante la Segunda Guerra Mundial. 
El puente Bailey fue presentado a sus superiores por Donald Bailey, quien trabajaba en la Oficina de Guerra del Ejército británico durante la Segunda Guerra Mundial. La producción dio comienzo en julio de 1941, entrando en servicio a partir de diciembre de ese mismo año. En total, fueron fabricadas durante la guerra cerca de 490 000 toneladas de puentes Bailey, sumando un total de 320 kilómetros de longitud de puentes fijos y unos 64 km de puentes flotantes. Sus características permitieron que fuera usado en todos los teatros de operaciones, aunque destaca su empleo en la invasión aliada de Italia y para la campaña del noreste europeo que se produjo tras el desembarco de Normandía, gracias principalmente a que Estados Unidos adquirió una licencia para su producción.
Donald Bailey fue nombrado caballero por esta aportación.